# Jorge Alberto Urias
Jorge Alberto Urias Gaxiola (23 de abril de 1991, Ahome, Sinaloa, México) es un futbolista mexicano que juega como mediocampista y actualmente se encuentra sin equipo.

## Estadísticas
| C. América Premier · México                             | 3ª            | 2009-10       | 38  | 6 | -  | - | - | - | 38  | 6 |
| C. América Premier · México                             | Total club    | Total club    | 38  | 6 | -  | - | - | - | 38  | 6 |
| C. América · México                                     | 1ª            | 2012-13       | 3   | 0 | 8  | 1 | - | - | 11  | 1 |
| C. América · México                                     | Total club    | Total club    | 3   | 0 | 8  | 1 | - | - | 11  | 1 |
| C. A. Zacatepec · México                                | 2ª            | 2013-14       | 12  | 1 | 2  | 0 | - | - | 14  | 1 |
| C. A. Zacatepec · México                                | Total club    | Total club    | 12  | 1 | 2  | 0 | - | - | 14  | 1 |
| Cimarrones de Sonora · México                           | 3ª            | 2015          | 5   | 0 | -  | - | - | - | 5   | 0 |
| Cimarrones de Sonora · México                           | 3ª            | 2015-16       | 14  | 0 | -  | - | - | - | 14  | 0 |
| Cimarrones de Sonora · México                           | Total club    | Total club    | 19  | 0 | -  | - | - | - | 19  | 0 |
| Alacranes de Durango · México                           | 3ª            | 2016-17       | 29  | 1 | -  | - | - | - | 29  | 1 |
| Alacranes de Durango · México                           | Total club    | Total club    | 29  | 1 | -  | - | - | - | 29  | 1 |
| Total carrera                                           | Total carrera | Total carrera | 101 | 8 | 10 | 1 | 0 | 0 | 111 | 9 |
| (1)Incluye datos de la Copa México. (2)Incluye datos de |               |               |     |   |    |   |   |   |     |   |